# Українсько-нігерійські відносини
Українсько-нігерійські відносини — відносини між Україною та Республікою Нігерія. Нігерія визнала незалежність України 11 березня 1992. Дипломатичні відносини між двома країнами було встановлено 10 грудня 1992.
В Нігерії діє посольство України (в Абуджі). В Україні діє посольство Нігерії (у Києві).

## Торгівля
У 2021 році обсяг торгівлі товарами та послугами між країнами становив 196,7 млн. дол. США (експорт з України склав 188,4 млн. дол. США, імпорт до України – 8,3 млн. дол. США). Позитивне для України сальдо – 180,7 млн. дол. США.
Основні статті українського експорту:
- зернові культури – 46,6%
- чорні метали – 40,2%
- продукцiя борошномельно-круп'яної промисловості – 3,6%
- цукор і кондитерські вироби з цукру – 2,1%
- різні харчові продукти – 1,4%
- алкогольні і безалкогольні напої та оцет – 1,4%
- продукти з м'яса, риби – 0,9%

Основні статті імпорту з Нігерії:
- палива мінеральні;
- нафта і продукти її перегонки  – 46,3%;
- пластмаси, полімерні матеріали – 29,9%
- насiння і плоди олійних рослин – 14,6%
- каучук, гума – 4%
- їстівнi плоди та горiхи – 1,8%
- кава, чай – 1,1%